# Teryl Rothery
Teryl Rothery (ur. 9 listopada 1962 w Vancouver w Kolumbii Brytyjskiej) – kanadyjska aktorka.
Zaczęła karierę rolą w musicalu Bye Bye Birdie w wieku 13 lat.
Znana jest przede wszystkim z roli dr Janet Fraiser w serialu Gwiezdne wrota, w którym grała od początku (1997) do 18 odcinka siódmego sezonu (2004). Wystąpiła też w wielu innych produkcjach sci-fi, m.in. Z Archiwum X, Po tamtej stronie, Kyle XY i Eureka. Zagrała też w filmie Babilon 5 przeznaczonym bezpośrednio na DVD. Często też udziela głosu różnym postaciom jak np. asgardczyk Heimdall.
Ostatnio poświęciła się grze w teatralnej w Vancouver.
3 października 2008 urodziła córkę imieniem Londyn.

## Filmografia
- Constance Gracen w Profit
- Lena Falcone w Mortal Sins
- Carol Bloom w Kyle XY
- Kodachi Kuno w Ranma ½
- Dr. Janet Fraiser i Heimdall w Gwiezdnych wrotach
- Princess Abi - InuYasha
- Mai w Dragon Ball
- Diane Lancaster w Eureka
- Miss Pizza - Dragon Ball Z
- Janet Peston i Dr. Lucy Cole w Po tamtej stronie
- Matka w Ratunku, jestem rybką!